# Stéphanie Arricau
Stéphanie Arricau (Orthez, 14 juni 1973) is een Frans golfprofessional.

## Amateur
Arricau heeft een vrij lange amateurscarrière achter de rug. Zij wordt Europees Amateur Team Kampioen, Europees Junior Team Kampioen, Europees Team Champion Meisjes, Junior Spaans Kampioen, en wint verder: 
- 1997: Europees Team Kampioenschap
- 1998: Europees Team Kampioenschap
- 1999: Europees Team Kampioenschap, Vagliano Trophy, NK Spanje, NK Frankrijk.

In 1998 speelt zij voor het Franse nationale team.

## Professional
Op 30 september 1999 wordt zij professional. In 2004 staat zij op de 2de plaats van de Order of Merit, in 2006 op de 7de plaats.

### Gewonnen
- 2004: Unión Fenosa Open de España met een score van -9 na een play-off tegen Gina Scott.
- 2004: Arras Open de France Dames met een score van -7; ze is de derde Franse speelster die het Franse Open wint na Patricia Meunie-Lebouc en Marie-Laure de Lorenzi.
- 2006: KLM Ladies Open met een score van -12 op de Eindhovensche Golf.
- 2006: Estoril Ladies Open of Portugal op de Quinta De Marinha Otavos Golfe met een score van -9.

In 2004 eindigt ze op de 3de plaats op de Order of Merit en wordt 'Player of the Year'.
Haar thuisbaan is de Pau Golf Club 1856 in Billère, dit is de oudste baan op het Europees Continent, opgericht in 1856.